# Dipòsit Digital d'Arxius de Catalunya

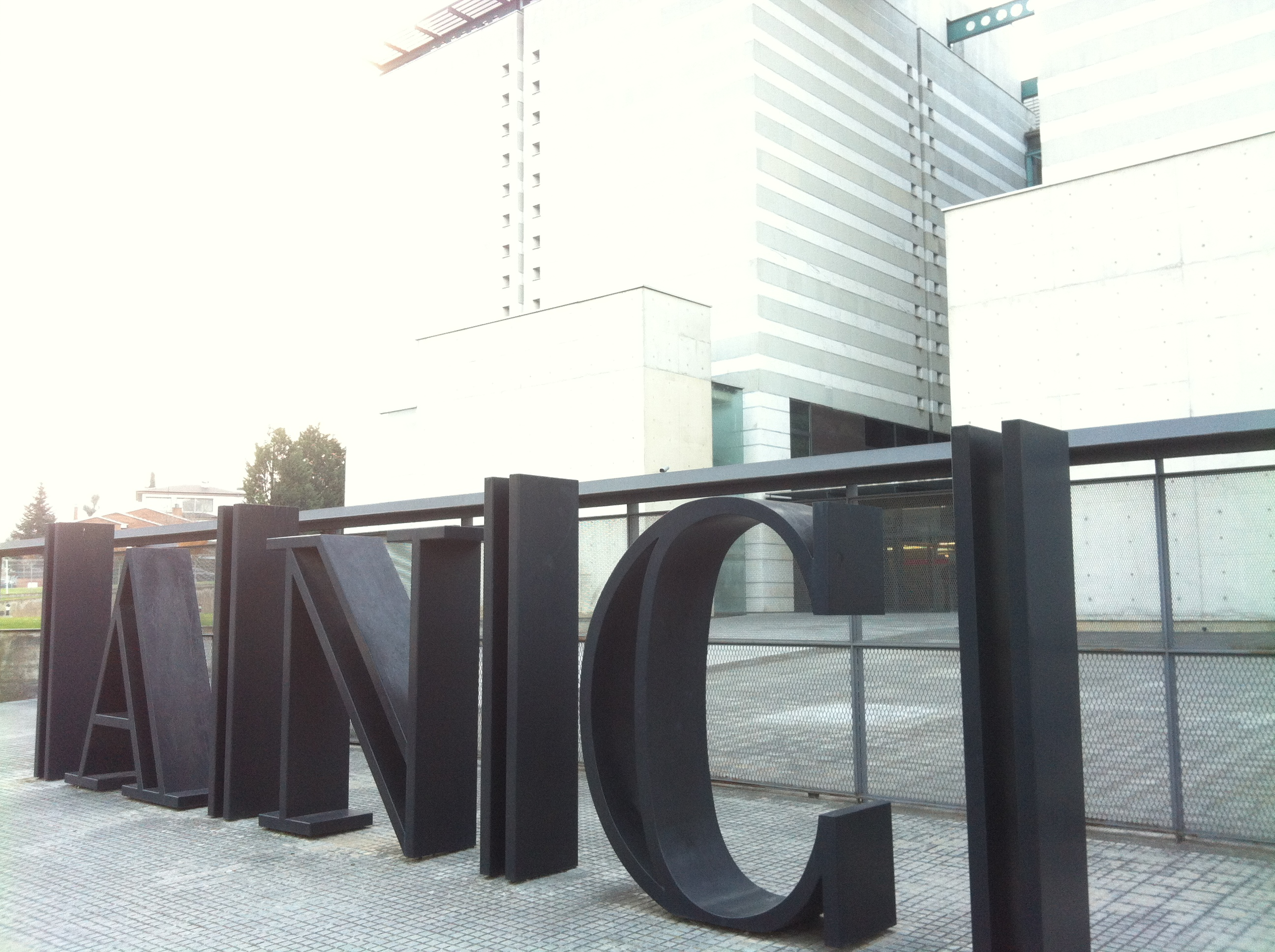
L'Arxiu Nacional de Catalunya a Sant Cugat del Vallès.

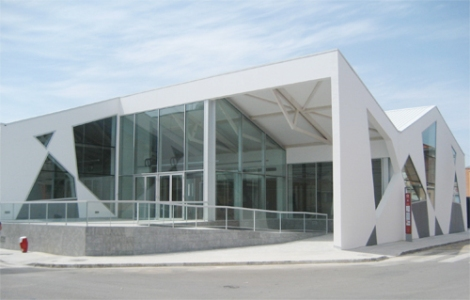
L'Arxiu Comarcal del Vallès Occidental a Terrassa.

Dipòsit Digital d'Arxius de Catalunya (acrònim DIDAC) és un repositori (dipòsit digital fiable) del Departament de Cultura, que té la finalitat de garantir la preservació del patrimoni documental digital de Catalunya que es genera a la Subdirecció General d'Arxius i Gestió Documental (SGAGD), la Xarxa d'Arxius Comarcals (XAC) i l'Arxiu Nacional de Catalunya (ANC), emmagatzemant-hi de manera segura els documents digitals dels fons i documents d'aquestes unitats.
Després d'uns anys de funcionament del CESCA, la SGAGD va iniciar una segona fase més ambiciosa per instal·lar un nou dipòsit digital fiable, integrat en el Pla de digitalització de l'SGAGD i propietat del Departament de Cultura: el Dipòsit Digital d'Arxius de Catalunya. L'Arxiu Nacional de Catalunya s'incorpora al projecte a partir del 2011.
Estat del DIDAC i previsions de creixement a curt termini
| Xarxa d'Arxius Comarcals  | Volum documents digitals | Volum en terabytes |
| ------------------------- | ------------------------ | ------------------ |
| Novembre 2010             | 2.363.856                | 39,06              |
| Febrer 2011 (estimacions) | +/- 7.000.000            | +/- 150            |

## Antecedents
L'any 2007 hi havia una quantitat considerable de documents digitalitzats en els arxius comarcals en suports d'emmagatzematge de poca fiabilitat (CD, DVD, Disc dur, Servidor). Per tant, en el 2008, la Subdirecció General d'Arxius i Gestió Documental (SGAGD) realitza un estudi sobre la situació del patrimoni documental digital de l'Arxiu Nacional de Catalunya (ANC), la Xarxa d'Arxius Comarcals (XAC), i els arxius centrals administratius: Les conclusions condueixen a l'evidència de la necessitat de crear un repositori segur de conservació i preservació de tota la documentació digitalitzada per assegurar-ne la pervivència i la seguretat. Però el fons de l'ANC encara no hi estava previst. La SGAGD juntament amb el Centre de Supercomputació de Catalunya creen CESCA per a la gestió dels fons del XAC, com el primer repositori antecessor al DIDAC.
El 1991 es crea el CESCA, el Repositori de la Xarxa d'Arxius Comarcals. Es tracta d'un consorci públic creat l'any 1991 integrat per diverses entitats: la Generalitat de Catalunya, la Fundació Catalana per a la Recerca i la Innovació (FCRI), nou universitats catalanes (la Universitat de Barcelona, la Universitat Autònoma de Barcelona, la Universitat Politècnica de Catalunya, la Universitat Pompeu Fabra, la Universitat de Girona, la Universitat Rovira i Virgili, la Universitat de Lleida, la Universitat Oberta de Catalunya i la Universitat Ramon Llull) i el Consell Superior d'Investigacions Científiques (CSIC).
Tecnològicament, el CESCA es basava en la creació d'una màquina virtual Linux (MVL) amb una capacitat en disc de 13 TB, de la qual es feia còpia a cinta periòdicament. A la màquina es crearen diversos directoris per a cada arxiu comarcal, on els centres pujaven per xarxa, a la carpeta corresponent, els documents digitals mitjançant el protocol ftp/sftp. Per seguretat, es va establir un codi d'accés per a cada arxiu, el qual només tenia accés als seus documents, encara que s'emmagatzemessin conjuntament. Paral·lelament, es creà una "Guia de digitalització de la Xarxa d'Arxius Comarcals" per assegurar un protocol de digitalització. La implantació va començar l'abril del 2009 i, al mes de juliol, el repositori CESCA disposava de 14 TB de documentació digital. La major part d'arxius comarcals ja tenien documentació emmagatzemada al repositori a finals d'aquell mateix any.